# Heinrich Siedentopf (Rechtswissenschaftler)
Heinrich Friedrich Emil Siedentopf (* 5. März 1938 in Leipzig; † 25. November 2014 in Landau in der Pfalz) war ein deutscher Rechts- und Verwaltungswissenschaftler.

## Leben
Heinrich Siedentopf ist der mittlere von drei Söhnen aus der Ehe des Mediziners Heinrich Wilhelm Siedentopf (1901–1986) und Marie-Louise von Bodecker (1914–2006), Tochter der Gutsbesitzerin Waltraud Fischer von Mollard (1893–1916) zu Schloss Gora (Westpreußen) und des Offiziers Hans von Bodecker (1886–1914). Er war seit 1973 mit Elisabeth Gräfin von Ballestrem (* 1947), einer Tochter des Franz Anton Graf von Ballestrem (1912–1982) und der Maria Bertha Gräfin von Schall-Riaucour (1916–1982), verheiratet. Aus der Ehe stammen die Söhne Philipp (* 1975) und Johannes Siedentopf (* 1977).
Siedentopf studierte an der Ruprecht-Karls-Universität Heidelberg und der Westfälischen Wilhelms-Universität Rechtswissenschaft. 1957 wurde er Mitglied des Corps Vandalo-Guestphalia Heidelberg. Er wurde 1963 in Münster zum Dr. iur. promoviert. Anschließend absolvierte er ein Studium an der École nationale d’administration in Paris. 1971 habilitierte er sich an der Deutschen Hochschule für Verwaltungswissenschaften Speyer in den Fächern Verwaltungswissenschaft und Öffentliches Recht. 1973 erhielt er einen Ruf auf den Lehrstuhl für Vergleichende Verwaltungswissenschaft und Öffentliches Recht an der DHV Speyer. Von 1983 bis 1985 war er Rektor der DHV Speyer. Von 1991 bis 1993 und ab 1997 war er Wissenschaftlicher Beauftragter des Führungskollegs Speyer (FKS) und Vorsitzender des Senatsausschusses für die wissenschaftliche Weiterbildung. Mit Karl-Peter Sommermann hatte er seit 1985 die Schriftleitung der Fachzeitschrift Die Öffentliche Verwaltung inne. Er war langjähriger Präsident der Deutschen Sektion des Internationalen Instituts für Verwaltungswissenschaften (IIAS) Brüssel. Siedentopf hatte von 1982 bis 1983 und 1988 bis 1989 eine Gastprofessor an der juristischen Fakultät der Nationaluniversität Singapur inne.
Heinrich Siedentopf engagierte sich für die deutsch-französische Zusammenarbeit auf den Gebieten der Verwaltungswissenschaft. Er wirkte an der Zusammenarbeit der Deutschen Hochschule für Verwaltungswissenschaften Speyer und der École Nationale d’Administration (ENA) in Paris. Er war verantwortlich für zahlreiche deutsch-französische verwaltungswissenschaftliche Tagungen. 2006 wurde ein Ehrensymposium für Heinrich Siedentopf durch die DHV Speyer und das Deutsche Forschungsinstitut für öffentliche Verwaltung (FÖV) zu seiner Emeritierung durchgeführt.

## Ehrungen
- Ehrendoktor der rechtswissenschaftlichen Fakultät der Universität der Provence Aix-Marseille I (1983)
- Ernennung zum Kommendator der Genossenschaft Rheinland-Pfalz-Saar des Johanniterordens (2001)[7]
- Verdienstorden der Bundesrepublik Deutschland, Verdienstkreuz am Bande (2003)
- Ehrenvorstandsmitglied in die Chinese Public Administration Society (2004)
- Großes Silbernes Ehrenzeichen für Verdienste um die Republik Österreich (2008)[8]
- Ritter (Chevalier) der Ehrenlegion (Légion d’Honneur) (2008) für die deutsch-französische Zusammenarbeit auf den Gebieten der Verwaltungswissenschaft und der deutsch-französischen Verwaltungszusammenarbeit[9]

## Schriften
- Bewertungssysteme für den öffentlichen Dienst (Hrsg.), Nomos, Baden-Baden 1978
- Verwaltung und Verwaltungspolitik, 1983
- The implementation of community legistation by members states, 1988
- Europäische Integration und nationalstaatliche Verwaltung, 1991
- Das Recht des öffentlichen Dienstes in den Mitgliedstaaten der Europäischen Gemeinschaft, 1994
- Die Zukunft der Europäischen Union, 1997

Festschrift
- Siegfried Magiera u. a. (Hrsg.): Verwaltungswissenschaft und Verwaltungspraxis in nationaler und transnationaler Perspektive. Festschrift für Heinrich Siedentopf zum 70. Geburtstag (= Schriftenreihe der Hochschule Speyer, Band 191). Duncker & Humblot, Berlin 2008, ISBN 978-3-428-12550-0.